# غابرييلا تافور
غابرييلا تافور نادر (بالإسبانية: Gabriela Tafur) (من مواليد 7 يوليو 1995) عارضة أزياء ومسابقة ملكة جمال كولومبية توجت ملكة جمال كولومبيا 2018. وسوف تمثل كولومبيا في ملكة جمال الكون 2019.

## نشأتها
ولدت تافور في كالي في 7 يوليو 1995 لأبيها أوكتافيو تافور وأمها أولغا ليليانا نادير. بدأت في سن الرابعة العزف على آلة الكمان أثناء حضورها لأكاديمية أربوليدا. بعد تخرجه من كوليجيو بوليفار في كالي، انتقل تافور إلى بوغوتا لدراسة القانون في جامعة لوس أنديس. بعد التخرج، عملت كمحام في القسم القانوني في مايكروسوفت كولومبيا، كما عملت منسقة لتخصص القانون التجاري في جامعة لوس أنديس.

## مسيرتها المهنية
بدأت تافور حياتها المهنية في عرض الأزياء كمراهقة في عام 2009 ، بعد اختيارها لعرض أزياء في مسقط رأسها كالي. قاد هذا المعرض غابرييلا إلى أن يبدأ حياته المهنية كعارضة أزياء.
في عام 2018 ، شاركت تافور في مسابقة ملكة جمال كولومبيا 2018 في كارتاخينا، كولومبيا. وقد توجت في نهاية، توجت بلقب مسابقة جمال كولومبيا 2018 من قبل ملكة الجمال السابقة لورا غونزاليز. فاز تافور بلقبين تكميليين خلال المسابقة: ملكة جمال المواعيد بولوفا وملكة الشرطة. بعد فوزها، أصبحت تافور الفائز الثاني عشر في مسابقة ملكة جمال كولومبيا من مقاطعة فالي ، وهي الإدارة الأكثر نجاحًا فيما يتعلق بحملة لقب ملكة جمال كولومبيا. بصفتها ملكة جمال كولومبيا، تمت دعوتها لحضور مؤتمر الشتات اللبناني للطاقة الذي عقد في لبنان في يونيو 2019. سيمثل تافور كولومبيا الآن في مسابقة ملكة جمال الكون 2019.

## روابط خارجية
- Official Miss Colombia website نسخة محفوظة 16 مايو 2008 على موقع واي باك مشين.
- غابرييلا تافور على إنستغرام